# Makromolekula
Makromolekule ali velemolekule so zelo velike molekule in se običajno nanašajo na molekule, ki gradijo polimere ali biopolimere (na primer molekula DNK). Tudi nekatere nepolimerske molekule so lahko velemolekule, na primer lipidi ali makrocikli. 
Večinoma so v obliki dolgih nizov ali verig, katerih osnova so pogosto ogljikovi atomi. Molekule nekaterih beljakovin imajo več kot milijon atomov, v molekulah človeške DNK pa jih je na stotine milijonov.
Izraz je leta 1922 vpeljal nobelovec Hermann Staudinger.